# Бентен-Дзіма
Бентен-Дзіма (яп. 弁天島) — невеликий безлюдний острів, розташований на північний захід від мису Соя. Незважаючи на те, що на цьому мису встановлено меморіал з пам'яткою про те, що це — найпівнічніша точка японської суші, насправді найпівнічніша точка суші під японським контролем — північний край цього острова. Площа острова становить лише 0,005 км2, периметр — 0,5 км, а його найвища точка підноситься всього на 20 метрів над морем. Фауна представлена в основному птахами і морськими їжаками.